# Kohalpur
Kohalpur (nepalski: कोहलपुर) – gaun wikas samiti w zachodniej części Nepalu w strefie Bheri w dystrykcie Banke. Według nepalskiego spisu powszechnego z 2001 roku liczył on 3876 gospodarstw domowych i 20138 mieszkańców (9868 kobiet i 10270 mężczyzn).